# قلبي دليلي (فلم)
فيلم- قلبي دليلي - إنتاج عام 1947
الإخراج: أنور وجدى (إخراج) - حسن الصيفي (مساعد مخرج)
التأليف: أبو السعود الإبيارى (تأليف وأغاني)
تاريخ الإصدار: 6 أكتوبر 1947
بطولة - أنور وجدي - ليلي مراد - بشارة واكيم.

## قــصة الفيلم
يرابض رجال البوليس في المحطة للقبض على فتاة مهربة، تكون ابنة الباشا «ليلى» في نفس القطار المنتظر، تصدر منها إشارة دون قصد كان من المفروض أن تأتي من فتاة التهريب، يتابعها رجال البوليس ثم يقبضون عليها، يظهر والدها ليكتشف البوليس الخطأ. تخطفها العصابة فيتعرف ضابط البوليس على مكانها من خلال التهديدات التليفونية التي وجهتها العصابة للباشا والد الفتاة. بعد ذلك يتفق الضابط «وحيد» على وضع «ليلى» تحت المراقبة الدقيقة، ثم تنتقل الأحداث إلى حفل تنكري ساهر تتواجد فيه ليلى ووحيد ومعه مجموعة من رجال المباحث، ثم مجموعة أخرى من رجال العصابة، حيث يواصل وحيد مراقبة ليلى وهي تظن أنه يغازلها وإن كان في داخل كل منهما ميل تجاه الآخر، وبعد هذا الحفل المتنوع البهيج تنتهي السهرة باختطاف ليلى، يبدأ وحيد الذي كان سببًا في لفت أنظار العصابة إليها في البحث عنها، تسجن العصابة ليلى في بدروم مظلم ويحاولون إجبارها على الاعتراف بمكان المخدرات ظنًا منهم أنها هي تلك الفتاة التي يبحث عنها البوليس، تبدو ليلى كأنها لا تفهم شيءًا مما يوجهونه إليها وهم يعتقدون أنها تراوغهم ولا تريد الاعتراف، يكون وحيد قد توصل إلى مكان المجرمين فيداهم الوكر ومعه رجال البوليس، ولكن يعوقهم عن الإمساك بالعصابة حفل زفاف ساهر، تتمكن ليلى من فك قيودها فتغنى ليسمع وحيد من الخارج، يستطيع البوليس إنقاذ ليلى والقبض على العصابة.

## روابط خارجية
- مقالات تستعمل روابط فنية بلا صلة مع ويكي بيانات